# واغارشاک گریگوریان
واغارشاک گریگوریان (ارمنی: Վաղարշակ Արամայիս Գրիգորյան؛ زاده ۱۹۱۷، درگذشت ۱۹۸۰) پزشک و استاد پزشکی اهل شهر مارتاکرت در جمهوری آرتساخ بود.